# غنرال أوبرست
جنرال أوبرست أو غنرال أوبرست (بالألمانية: Generaloberst) كانت ثاني أعلى رُتبة من رُتب ضباط هيئة الأركان في كلٍ من الرايخ الألماني، ورايخسفهير، والفيرماخت، ومن قبلهم الجيش المشترك النمساوي المجري، وكانت مساوية لرتبة أربع نجوم في العديد من الجيوش التابعة لمنظمة حلف شمال الأطلسي وحملت الكود التعريفي OF-9، وهي مساوية كذلك لرتبة ثلاث نجوم في النظام العسكري السوفيتي السابق أو الروسي الحالي، وهي رتبة موازية لرتبة جنرال أدميرال في الكرايغسمارين حتى عام 1945، أو رتبة الفلوتن أدميرال في الفولكسمارين حتى عام 1990.

## ألمانيا
عادةً ما تُترجم رتبة جنرال أوبرست إلى كولونيل عام (بالإنجليزية: Colonel-general)، وكانت ثاني أعلى رتبة عسكرية ولا يعلوها سوى رتبة جنرال فيلدمارشال (بالألمانية: Generalfeldmarschall) في الجيش البروسي، ثم الالجيش الإمبراطوري الألماني للإمبراطورية الألمانية، ومن بعدها الرايخسفهير لجمهورية فايمر فيما بين عامي 1919 و1935، والفيرماخت لألمانيا النازية بين عامي 1935 و1945 لتوازي رتبة أربع نجوم في الجيوش البريطانية والأمريكية.
ويرجع تاريخ الرُتبة إلى الإمبراطور فيلهلم الأول (أمير بروسيا في حينها)، والذي استُحدثت الرُتبة من أجله وفقًا للأعراف السائدة بعدم ترقية أفراد العائلات الملكية إلى رُتبة الفيلد مارشال والتي اقتصرت فقط على أوقات الحرب، لتحلّ محلها رتُبة «الجنرال أوبرست والقائم بأعمال الفيلد مارشال» (بالألمانية: Generaloberst im Range eines Generalfeldmarschalls)، وتعيّن على الضباط الحاملين لهذه الرُتبة ارتداء كتفية تحمل أربعة نجوم مقابل ثلاثة فقط لمن يحملون رُتبة الجنرال أوبرست.
| سبقه الرتبة الأدنى جنرال دير ... | (رتب الجيش الألماني) جنرال أوبرست' | تبعه الرتبة الأعلى جنرال فيلدمارشال |

الرُتب الموازية لجنرال أوبرست في:
- كريغسمارين: أدميرال (بالألمانية: Generaladmiral)
- فافن إس إس: إس إس-أوبرست-غروبن فوهرر (بالألمانية: SS-Oberst-Gruppenführer und Generaloberst der Waffen-SS)
- شوتزشتافل: إس إس-أوبرست-غروبن فوهرر (بالألمانية: SS-Oberst-Gruppenführer)
- شتورمابتايلونغ: لا يوجد
- أوردنونغبوليتزي: جنرال أوبرست دير بوليتزي (بالألمانية: Generaloberst der Polizei)

## جمهورية ألمانيا الديموقراطية
أدخل الجيش الشعبي الوطني لجمهورية ألمانيا الديموقراطية تعديلُا على الرُتبة بأن جعلها ثالث أعلى رُتبة من رُتب ضباط هيئة الأركان، تماشيًا مع النظام العسكري المعمول به في الاتحاد السوفيتي آنذاك، ويعلوها رتبتي أرمي جنرال (بالألمانية: Armeegeneral)، ومارشال جمهورية ألمانيا الديموقراطية (بالألمانية: Marschall der Deutschen Demokratischen Republik).
| سبقه الرتبة الأدنى غنراليوتاننت | (رتب الجيش الشعبي الوطني) جنرال أوبرست' | تبعه الرتبة الأعلى أرمي جنرال |

## طالع أيضًا
- جنرال (ألمانيا)
- الرتب العسكرية المقارنة في الحرب العالمية الأولى
- الرتب العسكرية المقارنة في الحرب العالمية الثانية
- رتب الجيش الشعبي الوطني